# Montoldre
Montoldre település Franciaországban, Allier megyében. Lakosainak száma 602 fő (2022. január 1.). Montoldre Boucé, Rongères, Saint-Gérand-de-Vaux, Saint-Loup, Treteau és Varennes-sur-Allier községekkel határos.

## Népesség
A település népességének változása:
| Lakosok száma | 704  | 649  | 645  | 635  | 638  | 643  | 632  | 630  | 625  | 602  |
|               | 1968 | 1982 | 1990 | 2006 | 2013 | 2015 | 2017 | 2019 | 2020 | 2022 |